# Kerneisen

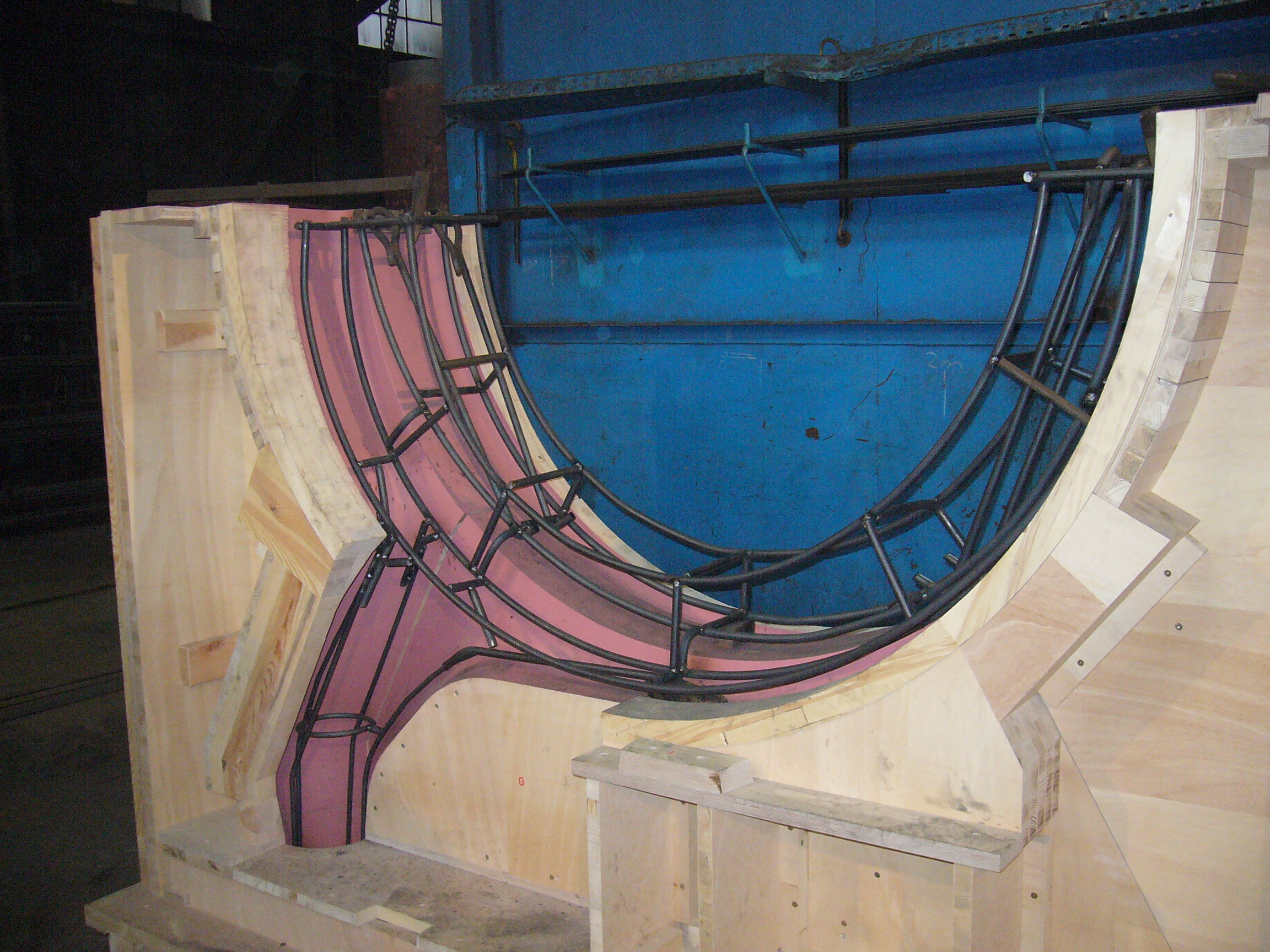
Kerneisen für Turbinengehäuseform

Kerneisen sind meist stählerne Einlagen (Armierung) in Kernen für eine Gussform, um den Formstoff zu stabilisieren, den fertig geformten Kern mit Hebezeugen zu bewegen und eventuell in der Gussform zu fixieren (anschrauben, anschweißen).
Nach dem Abguss der Form muss das Kerneisen beim Gussputzen wieder mit entfernt werden und wird dabei auch wie die Form selbst zerstört. Bei thermisch hoch beanspruchten Kernen wird das Kerneisen mit einer Luftkühlung (Druckluftanschluss), für den Kern selbst, kombiniert.